# Bauerschaft Midder

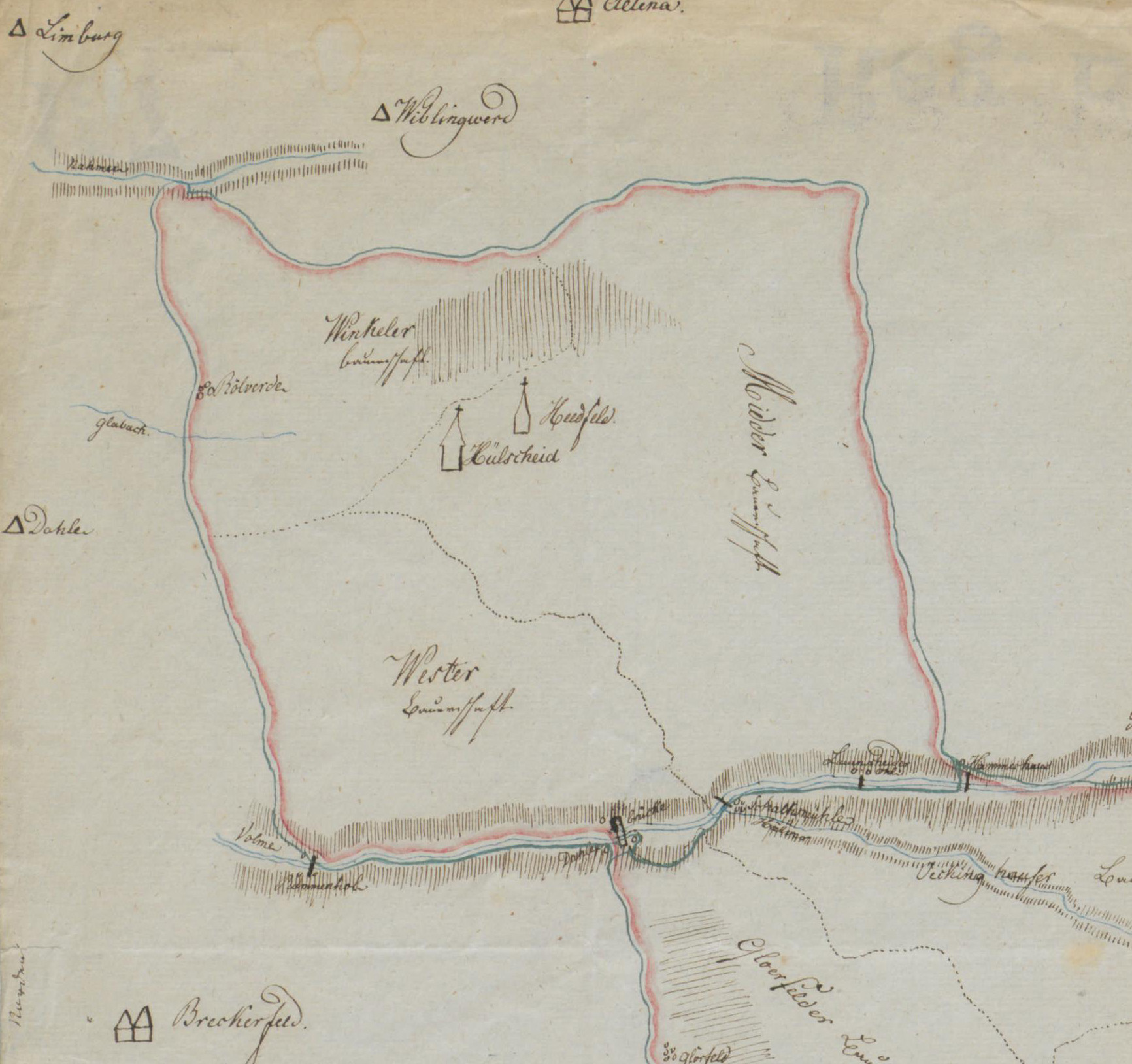
Die drei Bauerschaften im Kirchspiel Hülscheid um 1810

Die Midder Bauerschaft war bis in die erste Hälfte des 19. Jahrhunderts eine von drei Bauerschaften des Kirchspiels und der Landgemeinde Hülscheid innerhalb der Bürgermeisterei Halver des Kreises Altena. Das Gebiet der Bauerschaft gehört heute überwiegend zur Gemeinde Schalksmühle im Märkischen Kreis.
1818 besaß die Bauerschaft 638 Einwohner. 1838 besaß die Bauerschaft zwei Kirchen (reformierte Kirche zu Hülscheid und lutherische Kirche zu Heedfeld), vier öffentliche Gebäude, 19 Mühlen und Fabriken, 121 Wohnhäuser und 19 landwirtschaftliche Gebäude. Die zu dieser Zeit 844 Einwohner gehörten mit großer Mehrheit dem evangelischen Glauben an, nur sechs von ihnen waren katholisch und waren dem Pfarrsprengel der Lüdenscheider Kapelle zugehörig, die eine Filialkirche von Altena war.
Neben den Kirchdörfern Hülscheid und Heedfeld und dem Dorf Everinghausen gehörten der Bauerschaft die Höfe Schnarüm, Kuhlenkeppig, Altehorst, Golsberg, Schloeten, Ohl (Lauenscheid), Schmermbecke, Berkey, Mesewinkel, Mummersholl, Kamp, Reinenberg, Altenhülscheid und Sterpke an, sowie die Kotten Häuschen, Gelstern, Horst, Hilmecke, Siepen, Ramsloh, Im Felde, Davidshöh, Wilfesche, Heide, Everinghausen und Heide, die Ackergüter Amphop und Lauenscheid und die Mahlmühle Lauenscheidermühle (alles originale Schreibweise von 1839).